# Чесноки (Калужская область)
Чесноки — деревня в Перемышльском районе Калужской области России. Входит в сельское поселение «Деревня Григоровское».

## География
Расположена на берегу реки Свободь, в 29 километрах на северо-восток от районного центра — села Перемышль. Рядом деревни Малютино и Зеленино.

## Население
| 2002 | 2010 |
| ---- | ---- |
| 2    | ↗5   |

## История
В атласе Калужского наместничества, изданного в 1782 году, — Чесноковка, обозначена на карте и упоминается как деревня Лихвинского уезда — 19 дворов и душ по ревизии 71

Деревня Чесноковка Аграфены Семеновой дочери Змеевой, Анны Федоровой дочери Львовой. На суходоле при колодезях, речках Свободи и Малютинке, крестьяне на оброке.— Описания и алфавиты к Калужскому атласу Ч.2.
В 1858 году деревня (вл.) Чесноки 2-го стана Лихвинского уезда, при речке Свабоде, 22 дворах и 160 жителях, по левую сторону от транспортного тракта из Калуги в Одоев.
К 1914 году Чесноки — деревня Нелюбовской волости Лихвинского уезда Калужской губернии с собственной земской школой. В 1913 году население — 162 человека.
В годы Великой Отечественной войны деревня была оккупирована войсками Нацистской Германии с начала октября по конец декабря 1941 года. Освобождена в ходе Калужской наступательной операции частями 50-й армии генерал-лейтенанта И. В. Болдина.